# Route 87 (Islande)
Pour les articles homonymes, voir Route 87.
La Route 87 (Þjóðvegur 87) ou Kísilvegur est une route islandaise qui relie Reykjahlíð à la Route 85 dans la région de Norðurland eystra.

## Trajet
- Reykjahlíð
- Route 85